# Antonio María Valencia
Antonio María Valencia Zamorano (* 10. November 1902 in Cali; † 22. Juli 1952 ebenda) war ein kolumbianischer Komponist.
Valencia studierte am Konservatorium von Bogotá Klavier bei Honorio Alarcón und war seit 1923 an der Schola Cantorum in Paris Schüler von Vincent d’Indy, Gabriel Pierné, Paul Braud, Paul Le Flem, Louis Saint Requier und Manuel de Falla. 1933 gründete er ein Konservatorium und eine Kunstschule in Cali. Er war außerdem Gründer und Dirigent des Orquesta Filarmónica de Cali. 
In seinen Kompositionen verarbeitete Valencia Motive indianischer Musik und verwendete teilweise auch Volksinstrumente wie Maracas. Von seinen Werken sind die Inka-Ecloge für Flöte, Klarinette, Oboe und Fagott, eine Hymne für Chor, Orgel und Orchester, eine Kantate für gemischten Chor und Tenor, ein Requiem und ein Gesang für Soloquartett, Chor und Maracas zu nennen. Außerdem komponierte er kammermusikalische Werke und Lieder.